# Semipostal Audrey Hepburn
Semipostal Audrey Hepburn es una emisión semipostal alemana con una imagen no autorizada por la familia de la actriz Audrey Hepburn, donde ella aparece con una boquilla para cigarrillos.
La serie completa contiene otras cinco imágenes. El mentado sello fue reemplazado por uno donde aparece un rollo de película.
El sello original alcanzó fama mundial en 2001 por su cotización en subasta, 135.000 euros.
El sello definitivo apareció el 11 de octubre de 2001 en pliego y el 13 de noviembre de 2001 como cuadernillo, dentro de la „Für die Wohlfahrtspflege 2001“. Cuatro estampillas representando a Charlie Chaplin, Marilyn Monroe, Greta Garbo y Jean Gabin con la leyenda „Internationale Filmschauspieler“ son obra de la artista gráfica Antonia Graschberger.
Existen cuando menos, 15 ejemplares descubiertos, de los cuales, diez se encuentran en condición nuevo, en una hoja completa, y los cinco restantes están cancelados. 